# Bir al-Hulw
Bir al-Hulw (arab. بئر الحلو) – miasto w Syrii, w muhafazie Al-Hasaka. W 2004 roku liczyło 3718 mieszkańców.